# 飾西郡
- 令制国一覧 > 山陽道 > 播磨国 > 飾西郡
- 日本 > 近畿地方 > 兵庫県 > 飾西郡

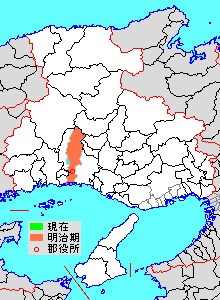
兵庫県飾西郡の位置（水色：後に他郡から編入した区域）

飾西郡（しきさいぐん）は兵庫県（播磨国）にあった郡。

## 郡域
1879年（明治12年）に行政区画として発足した当時の郡域は、姫路市の一部（概ね飾磨区今在家、飾磨区入船町、飾磨区構、飾磨区思案橋、飾磨区加茂南、飾磨区加茂東、飯田、亀山、飾磨区亀山、手柄、栗山町、安田、東延末、延末、西延末、土山、土山東の町、南車崎、車崎、山畑新田、岩端町、岡町、山野井町、南新在家、新在家本町、北新在家、田寺東、御立東、上大野、夢前町各町以西かつ広畑区各町、青山、飾西、実法寺、六角、刀出、夢前町各町以東）にあたる。

## 歴史
古くは飾磨郡であったが、鎌倉時代後期頃には飾東郡と飾西郡に分割されていたようである。

### 近世以降の沿革
- 「旧高旧領取調帳」に記載されている明治初年時点での支配は以下の通り。●は村内に寺社領が、○は寺社除地[2]が存在。（78村）

| 知行         | 知行                         | 村数 | 村名 |
| ------------ | ---------------------------- | ---- | --- |
| 幕府領       | 幕府領（龍野藩預地）         | 3村  | 菅生澗村、実法寺村、飾西村 |
| 幕府領       | 一橋徳川家領                 | 5村  | 寺村、町田村、青山村、則直村、小坂村 |
| 藩領         | 播磨姫路藩                   | 66村 | ○山之内村、新庄村、前之庄村、神種村、戸谷村、河内村、野畑村、戸倉村、芦田村、古瀬畑村、護持村、塚本村、高長村、古知之庄村、杉之内村、塩田村、置塩町村、又坂村、糸田村、中村、下村、新畑村、山富村、刀出村、六角村、西坂本村、田井村、玉田村、御立村、田寺村、新在家村、辻井村、東辻井村、北今宿村、東今宿村、西今宿村、竜野町新田、上手野村、土山村、庄村、●町坪村、井口村、岡田村、西脇村、東蒲田村、西蒲田村、下蒲田村、苫編村、高町村、玉手村、中地村、延末村、東延末村、西延末村、安田村、栗山村、飯田村、構村、加茂村、今在家村、付城村、中浜村、山崎村、英加村、広畑村、川西新村 |
| 藩領         | 姫路藩・竜野藩               | 1村  | 才村 |
| 幕府領・藩領 | 幕府領（谷町代官所）・姫路藩 | 1村  | 下手野村 |
| その他       | 寺社領                       | 2村  | 東坂本村、亀山 |

- 慶応4年

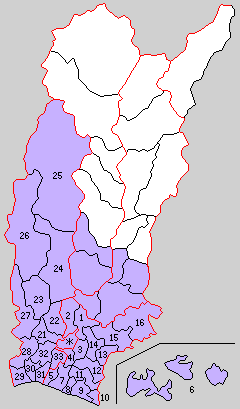
21.高岡村 22.安室村 23.曽左村 24.置塩村 25.鹿谷村 26.菅野村 27.余部村 28.八幡村 29.高浜村 30.英賀保村 31.津田村 32.荒川村 33.手柄村（紫：姫路市 ＊は発足時の姫路市 1 - 16は飾東郡）

  - 2月2日（1868年2月24日） - 幕府領の一部（谷町代官所）が兵庫裁判所の管轄となる。
  - 5月23日（1868年7月12日） - 兵庫裁判所の管轄地域が兵庫県の管轄となる。
- 明治3年（1870年）3月 -  一橋徳川家領が兵庫県の管轄となる。
- 明治4年
  - 3月 - 幕府領の残部（龍野藩預地）が兵庫県の管轄となる。
  - 7月14日（1871年8月29日） - 廃藩置県により、藩領が姫路県、龍野県の管轄となる。
  - 11月2日（1871年12月13日） - 第1次府県統合により、全域が姫路県の管轄となる。
  - 11月9日（1871年12月20日） - 飾磨県の管轄となる。
- 明治初年（2町77村）
  - 栗山村の一部が分立して栗山町となる。
  - 延末村の一部が分立して延末町となる。
  - 東辻井村が辻井村に合併。
  - 竜野町新田が山畑新田に、東蒲田村が蒲田村にそれぞれ改称。
- 明治6年（1873年） - 庄村・西脇村が合併して西庄村となる。（2町76村）
- 明治8年（1875年） - 西坂本村・田井村・東坂本村が合併して書写村となる。（2町74村）
- 明治9年（1876年）（2町67村）
  - 8月21日 - 第2次府県統合により兵庫県の管轄となる。
  - 戸谷村・河内村が合併して莇野村となる。
  - 置塩町村・中村が合併して宮置村となる。
  - 下村・新畑村が合併して置本村となる。
  - 東今宿村・西今宿村が合併して今宿村となる。
  - 下蒲田村が蒲田村に、東延末村が延末町に、中浜村が英加村にそれぞれ合併。
- 明治12年（1879年）1月8日 - 郡区町村編制法の兵庫県での施行により、行政区画としての飾西郡が発足。郡役所が高岡村に設置。
- 明治22年（1889年）4月1日 - 町村制の施行により、以下の町村が発足。全域が現・姫路市。（13村）
  - 高岡村 ← 今宿村、下手野村、上手野村、山畑新田、北今宿村
  - 安室村 ← 田寺村、御立村、辻井村、新在家村
  - 曽左村 ← 書写村、六角村、刀出村
  - 置塩村 ← 糸田村、玉田村、山富村、宮置村、置本村、又坂村、古知之庄村、塩田村、杉之内村、高長村
  - 鹿谷村 ← 前之庄村、新庄村、神種村、山之内村
  - 菅野村 ← 菅生澗村、寺村、塚本村、古瀬畑村、芦田村、護持村、戸倉村、野畑村、莇野村
  - 余部村 ← 飾西村、町田村、実法寺村、川西新村、青山村、揖東郡打越村
  - 八幡村 ← 才村、則直村、蒲田村、西蒲田村
  - 高浜村 ← 広畑村、小坂村
  - 英賀保村 ← 英加村、山崎村、付城村、高町村
  - 津田村 ← 今在家村、加茂村、構村
  - 荒川村 ← 町坪村、苫編村、玉手村、中地村、岡田村、井口村、西庄村、土山村
  - 手柄村 ← 栗山村、栗山町、延末村、延末町、安田村、亀山、飯田村、西延末村
- 明治27年（1894年）3月5日 - 高浜村が改称して広村となる。
- 明治29年（1896年）4月1日 - 郡制の施行のため、飾東郡・飾西郡の区域をもって飾磨郡が発足。同日飾西郡廃止。

## 行政
歴代郡長
| 代 | 氏名 | 就任年月日               | 退任年月日                | 備考                           |
| -- | ---- | ------------------------ | ------------------------- | ------------------------------ |
| 1  |      | 明治12年（1879年）1月8日 |                           |                                |
|    |      |                          | 明治29年（1896年）3月31日 | 飾東郡との合併により飾西郡廃止 |